# Landtagswahlkreis Kirchheim
Der Wahlkreis Kirchheim (Wahlkreis 08) ist ein Landtagswahlkreis in Baden-Württemberg. Er umfasste bei der Landtagswahl 2021 die Gemeinden Altbach, Baltmannsweiler, Bissingen an der Teck, Deizisau, Dettingen unter Teck, Erkenbrechtsweiler, Hochdorf, Holzmaden, Kirchheim unter Teck, Köngen, Lenningen, Lichtenwald, Neidlingen, Notzingen, Ohmden, Owen, Plochingen, Weilheim an der Teck, Wendlingen am Neckar, Wernau (Neckar), Oberboihingen und Unterensingen aus dem Landkreis Esslingen. 
Die Grenzen der Landtagswahlkreise wurden nach der Kreisgebietsreform von 1973 zur Landtagswahl 1976 grundlegend neu zugeschnitten und seitdem nur punktuell geändert. Die ungleichmäßige Bevölkerungsentwicklung in den Landkreisen Esslingen und Göppingen führte zur Landtagswahl 2006 zu einer ersten Änderung im Zuschnitt des Wahlkreises Kirchheim. Dabei wurde die Gemeinde Reichenbach an der Fils dem Wahlkreis Göppingen zugeordnet. Seit der Landtagswahl 2011 erforderte starkes Bevölkerungswachstum im benachbarten Wahlkreis Nürtingen eine weitere Änderung. Deshalb wurden die Gemeinden Oberboihingen und Unterensingen vom Wahlkreis Nürtingen an den Wahlkreis Kirchheim zugeordnet.

## Wahl 2021
Die Landtagswahl 2021 hatte im Wahlkreis Kirchheim dieses Ergebnis:
| Direktkandidat      | Partei         | Stimmen in % | Landtagswahl 2016 Stimmen in % |
| ------------------- | -------------- | ------------ | ------------------------------ |
| Andreas Schwarz     | Grüne          | 33,1         | 30,5                           |
| Natalie Pfau-Weller | CDU            | 24,4         | 26,5                           |
| Christof Deutscher  | AfD            | 9,5          | 14,2                           |
| Andreas Kenner      | SPD            | 12,6         | 14,1                           |
| Ralph Kittl         | FDP            | 10,3         | 8,2                            |
| Hüseyin Sahin       | Die Linke      | 2,8          | 1,8                            |
| Regina Pelzer       | ÖDP            | 0,7          | 0,5                            |
| Kai Röhm            | Die PARTEI     | 1,5          | –                              |
| Erkan Erdem         | Freie Wähler   | 1,4          | –                              |
| Uwe Allgaier        | dieBasis       | 1,4          | –                              |
| Lea Aschmann        | KlimalisteBW   | 0,7          | –                              |
| Sabine Reichert     | WiR2020        | 0,7          | –                              |
| Fabian Bodenstein   | Einzelbewerber | 0,7          | –                              |
| –                   | Sonstige       | –            | 4,1                            |

## Wahl 2016
Die Landtagswahl 2016 hatte folgendes Ergebnis:
| Direktkandidat                | Partei           | Stimmen in % | Landtagswahl 2011 Stimmen in % |
| ----------------------------- | ---------------- | ------------ | ------------------------------ |
| Andreas Schwarz               | GRÜNE            | 30,5         | 23,3                           |
| Karl Zimmermann               | CDU              | 26,5         | 38,6                           |
| Günter Lenhardt               | AfD              | 14,2         | –                              |
| Andreas Kenner                | SPD              | 14,1         | 23,5                           |
| Ulrich Kuhn                   | FDP              | 08,2         | 06,0                           |
| Heinrich Brinker              | LINKE            | 01,8         | 01,8                           |
| Ulrich Deuschle               | REP              | 01,0         | 02,4                           |
| Claudia Franke                | Tierschutzpartei | 01,0         | –                              |
| Marco Hauke                   | PIRATEN          | 00,8         | 02,1                           |
| Anna Schupeck                 | ALFA             | 00,8         | –                              |
| Karl-Heinz Bok                | ödp              | 00,5         | 00,6                           |
| Reinhild Ufermann-Schützinger | NPD              | 00,3         | 00,7                           |
| Björn Eckel                   | Einzelbewerber   | 00,2         | –                              |

## Wahl 2011
Die Landtagswahl 2011 hatte folgendes Ergebnis:
| Direktkandidat  | Partei   | Stimmen in % | Landtagswahl 2006 Stimmen in % |
| --------------- | -------- | ------------ | ------------------------------ |
| Karl Zimmermann | CDU      | 38,6         | 41,6                           |
| Sabine Fohler   | SPD      | 23,5         | 25,2                           |
| Andreas Schwarz | GRÜNE    | 23,3         | 12,2                           |
| Rainer Stephan  | FDP      | 06,0         | 11,4                           |
| Ulrich Deuschle | REP      | 02,4         | 05,7                           |
| Marco Hauke     | PIRATEN  | 02,1         | –                              |
| Bernd Luplow    | LINKE    | 01,8         | WASG: 2,4                      |
| Kuno Gerst      | AUF      | 00,9         | –                              |
| Martin Krämer   | NPD      | 00,7         | 00,6                           |
| Markus Schäfer  | ödp      | 00,6         | 00,9                           |
| Hüseyin Duman   | BIG      | 00,2         | –                              |
| –               | Sonstige | –            | 00,0                           |

## Abgeordnete seit 1976
Bei den Landtagswahlen in Baden-Württemberg hat jeder Wähler nur eine Stimme, mit der sowohl der Direktkandidat als auch die Gesamtzahl der Sitze einer Partei im Landtag ermittelt werden. Dabei gibt es keine Landes- oder Bezirkslisten, stattdessen werden zur Herstellung des Verhältnisausgleichs unterlegenen Wahlkreisbewerbern Zweitmandate zugeteilt.
Den Wahlkreis Kirchheim vertraten seit 1976 folgende Abgeordnete im Landtag:
| Partei      | Art des Mandats                                   | Gewählte |
| ----------- | ------------------------------------------------- | --- |
| CDU         | Erstmandat                                        | Fritz Hopmeier 1976, 1980, 1984, 1988, 1992 Gisela Meister-Scheufelen 1996, Mandat niedergelegt zum 31. März 2000 Dirk Ommeln, nachgerückt am 10. April 2000 Karl Zimmermann 2001, 2006, 2011 |
| CDU         | Zweitmandat                                       | Karl Zimmermann 2016 Natalie Pfau-Weller 2021 |
| GRÜNE       | Erstmandat                                        | Andreas Schwarz 2016, 2021 |
| Zweitmandat | Marianne Erdrich-Sommer 1996 Andreas Schwarz 2011 | |
| SPD         | Zweitmandat                                       | Gerhard Remppis 1976, 1980, 1984 Carla Bregenzer 1992, 1996, 2001, 2006, Mandat niedergelegt zum 30. April 2008 Sabine Fohler, nachgerückt am 1. Mai 2008 Andreas Kenner 2016, 2021           |
| REP         | Zweitmandat                                       | Ulrich Deuschle 1992, 1996 |